# Любля
Любля (пол. Lubla) — село в Польщі, у гміні Фриштак Стрижівського повіту Підкарпатського воєводства.
Населення — 1445 осіб (2011).
У 1975-1998 роках село належало до Ряшівського воєводства.

## Демографія
Демографічна структура станом на 31 березня 2011 року:
|          | Загалом | Допрацездатний вік | Працездатний вік | Постпрацездатний вік |
| -------- | ------- | ------------------ | ---------------- | -------------------- |
| Чоловіки | 732     | 169                | 490              | 73                   |
| Жінки    | 713     | 145                | 419              | 149                  |
| Разом    | 1445    | 314                | 909              | 222                  |